# Meseret Hailu
Meseret Hailu (12 september 1990) is een Ethiopische atlete, die gespecialiseerd is in de lange afstand. Ze schreef verschillende grote wegwedstrijden op haar naam. Ze werd wereldkampioene op de halve marathon.

## Biografie
In 2012 behaalde Hailu de grootste prestatie van haar sportcarrière. Bij de wereldkampioenschappen halve marathon in Kavarna won ze een gouden medaille. Met een persoonlijk record van 1:08.55 versloeg ze haar landgenote Feyse Tadese met slechts een seconde. Twee weken later nam ze deel aan de marathon van Amsterdam. Met haar tijd van 2:21.09 won ze niet alleen de wedstrijd, maar verbeterde ze ook het parcoursrecord. Een jaar later werd ze tweede bij de Boston Marathon. Deze klassering leverde haar $ 75.000 aan prijzengeld op. In 2015 won ze de marathon van Hamburg.
Naast haar overwinning bij de marathon van Amsterdam in 2012 geniet ze in Nederland ook bekendheid wegens het winnen van de halve marathon van Egmond datzelfde jaar. In 2015 moest ze genoegen nemen met een tweede plaats bij deze wedstrijd.

## Titels
- Wereldkampioene halve marathon - 2012

## Persoonlijke records
| Onderdeel      | Prestatie | Datum             | Plaats         |
| -------------- | --------- | ----------------- | -------------- |
| 10 km          | 31.18     | 15 februari 2013  | Ras al-Khaimah |
| 15 km          | 47.13     | 15 februari 2013  | Ras al-Khaimah |
| 20 km          | 1:03.26   | 15 februari 2013  | Ras al-Khaimah |
| halve marathon | 1:06.56   | 15 februari 2013  | Ras al-Khaimah |
| 25 km          | 1:23.33   | 27 september 2015 | Berlijn        |
| 30 km          | 1:41.07   | 21 oktober 2012   | Amsterdam      |
| marathon       | 2:21.09   | 21 oktober 2012   | Amsterdam      |

## Palmares

### 10 Eng. mijl
- 2009:  Garoto - 56.05

### halve marathon
- 2009:  halve marathon van Rio de Janeiro - 1:14.29
- 2011:  Route du Vin - 1:15.53
- 2012:  halve marathon van Egmond - 1:11.18
- 2012:  WK - 1:08.55
- 2013: 4e halve marathon van Ras al-Khaimah - 1:06.56
- 2013: 4e halve marathon van New Delhi - 1:09.05
- 2015:  halve marathon van Egmond - 1:12.32

### marathon
- 2009: 11e marathon van Singapore - 2:43.29
- 2010: 20e marathon van Pyongyang - 2:45.10
- 2010: 4e marathon van Kuala Lumpur - 2:47.43
- 2010:  marathon van La Rochelle - 2:30.42
- 2011: 9e marathon van Mumbai - 2:38.26
- 2011:  marathon van Belgrado - 2:34.38
- 2011: 5e marathon van Reims - 2:42.27
- 2012:  marathon van Praag - 2:27.15
- 2012:  marathon van Amsterdam - 2:21.09
- 2013:  marathon van Boston - 2:26.58
- 2014: 4e marathon van Dubai - 2:26.20
- 2015:  marathon van Hamburg - 2:25.41
- 2015:  marathon van Berlijn - 2:24.33
- 2016:  marathon van Hamburg - 2:26.26
- 2016: 5e marathon van Amsterdam - 2:27.50